# Nörder-Djupsjön
Nörder-Djupsjön är en sjö i Krokoms kommun och Åre kommun i Jämtland och ingår i Indalsälvens huvudavrinningsområde. Sjön har en area på 1,23 kvadratkilometer och ligger 495,9 meter över havet. Sjön avvattnas av vattendraget Gisterån (Luggeån).

## Delavrinningsområde
Nörder-Djupsjön ingår i det delavrinningsområde (701674-138366) som SMHI kallar för Utloppet av Nörder-Djupsjön. Medelhöjden är 554 meter över havet och ytan är 22,12 kvadratkilometer. Det finns inga avrinningsområden uppströms utan avrinningsområdet är högsta punkten. Gisterån (Luggeån) som avvattnar avrinningsområdet har biflödesordning 2, vilket innebär att vattnet flödar genom totalt 2 vattendrag innan det når havet efter 299 kilometer. Avrinningsområdet består mestadels av skog (64 procent) och sankmarker (17 procent). Avrinningsområdet har 2,08 kvadratkilometer vattenytor vilket ger det en sjöprocent på 9,4 procent.